# Yazdgerd III

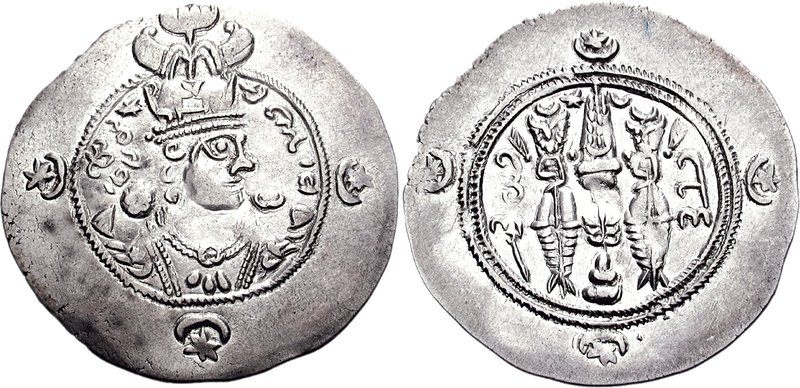
Moneda de Yazdgerd III, acuñada en Sakastán, fechada en el año 11 de su reinado.

Yazdgerd III (en persa یزدگرد سوم "hecho por Dios") (llamado Istijerdes III en las fuentes clásicas) fue el último rey del Imperio sasánida. 

## Biografía

### Reinado
Era hijo de Shahryar y nieto de Cosroes II, quien fue asesinado por su hijo Kavad II en el año 628. Yazdgerd III ascendió al trono el 16 de junio del año 632, tras una serie de conflictos internos.
Yezdegerd III, ascendió al trono en el 632 a los ocho años de edad por acuerdo de un grupo de nobles. Cuatro años después, los árabes musulmanes atacaron por primera vez, pero fueron rechazados. En 638 los árabes reanudaron su ataque derrotando a los persas en la batalla de al-Qadisiyya y después en Nihawand en 642.
Los musulmanes árabes sitiaron y ocuparon Ctesifonte, y el joven rey Yazdgerd III huyó hacia Media. Posteriormente los persas formaron un nuevo ejército, que enviaron a Nihavand para retomar Ctesifonte e impedir nuevos avances musulmanes. La batalla subsiguiente de 642, duró varios días, con grandes pérdidas por ambos lados, y acabó en el segundo desastre militar para los sasánidas.

### Derrota, muerte y legado
Tras la nueva derrota, Yazdgerd III huyó hacia el nordeste, de un distrito a otro de lo que quedaba de su antiguo Imperio, siendo recibido con hostilidad por los gobernantes de las regiones orientales, quienes no le consideraban como el legítimo soberano. El clavo del ataúd fue cuando un desacuerdo sobre la estrategia militar/diplomática causó que el gobernador de Media se pasara al lado de los Árabes, dejando al rey sin ninguna mano de obra para frenar la invasión y desintegración de su Imperio. Finalmente, se dice que Yazdgerd III fue asesinado en el año 651 en Merv (localidad que está dentro del actual Turkmenistán) por un molinero que intentaba robarle, huyendo su hijo Peroz —quien, si hubiera llegado a reinar nominalmente y efectivamente, habría sido Peroz III—. Algunos nobles persas, se unieron a Peroz, y buscaron ayuda para intentar recuperar su imperio en la China Tang. Junto con Peroz, también escaparon a China su hermano Bahram, y sus hijos Narsieh y Cosroes. 
Muchos zoroastrianos fugitivos acabarían estableciéndose en la región de la India correspondiente a la actual ciudad de Bombay, donde, conocidos como parsis, contribuyeron enormemente a la expansión de la cultura (religión zoroastriana) y los lenguajes persas (avéstico y farsi, lenguas muertas que sólo sobreviven como lenguas litúrgicas del zoroastrismo).

### Relación con el cristianismo
Según la tradición, Yazdgerd fue enterrado por monjes cristianos en una tumba alta que estaba situada en un jardín decorado con seda y almizcle. Los monjes maldijeron a Mahoe e hicieron un himno a Yazdgerd, lamentando la caída de un rey "combativo" y la "casa de Ardashir I". Si este evento fue real o no, enfatiza que los cristianos del imperio permanecieron leales a los zoroástricos sasánidas, incluso posiblemente más que los nobles iraníes que habían desertado de Yazdgerd. 
De hecho, existían vínculos estrechos entre los últimos gobernantes sasánidas y los cristianos, cuyas condiciones habían mejorado mucho en comparación con las de la era sasánida temprana. Según el folclore, la esposa de Yazdgerd era cristiana, mientras que su hijo y heredero, Peroz aparentemente era un partidario del cristianismo, e incluso hizo construir una iglesia en la China Tang, donde se había refugiado. Yazdgerd fue recordado en la historia como un príncipe martirizado; muchos gobernantes y oficiales afirmarían más tarde ser descendientes de él en el Irán islámico.

## Calendario zoroástrico
Los magos tomaron la muerte de Yazdgerd III como el final del milenio de Zoroastro y el comienzo del milenio de Oshedar.
El calendario zoroástrico (que continúa en uso hoy en día entre los parsis) utiliza el primer año de reinado de Yazdgerd III como su año inicial. Su era-calendario (sistema de numeración por años) se acompaña por el sufijo Y.Z., que indica el número de años transcurridos desde la coronación del emperador, en el año 632.